# Semaeopus albipunctulata
Semaeopus albipunctulata är en fjärilsart som beskrevs av Paul Dognin 1908. Semaeopus albipunctulata ingår i släktet Semaeopus och familjen mätare. Inga underarter finns listade i Catalogue of Life.